# Вашингтон Дженералс
«Вашингто́н Дже́нералс» (англ. Washington Generals) — американская баскетбольная выставочная команда, которая играет показательные матчи против «Гарлем Глобтроттерс». Команда также выступала под другими названиями как постоянные противники «Глобтроттерс».

## Назначение

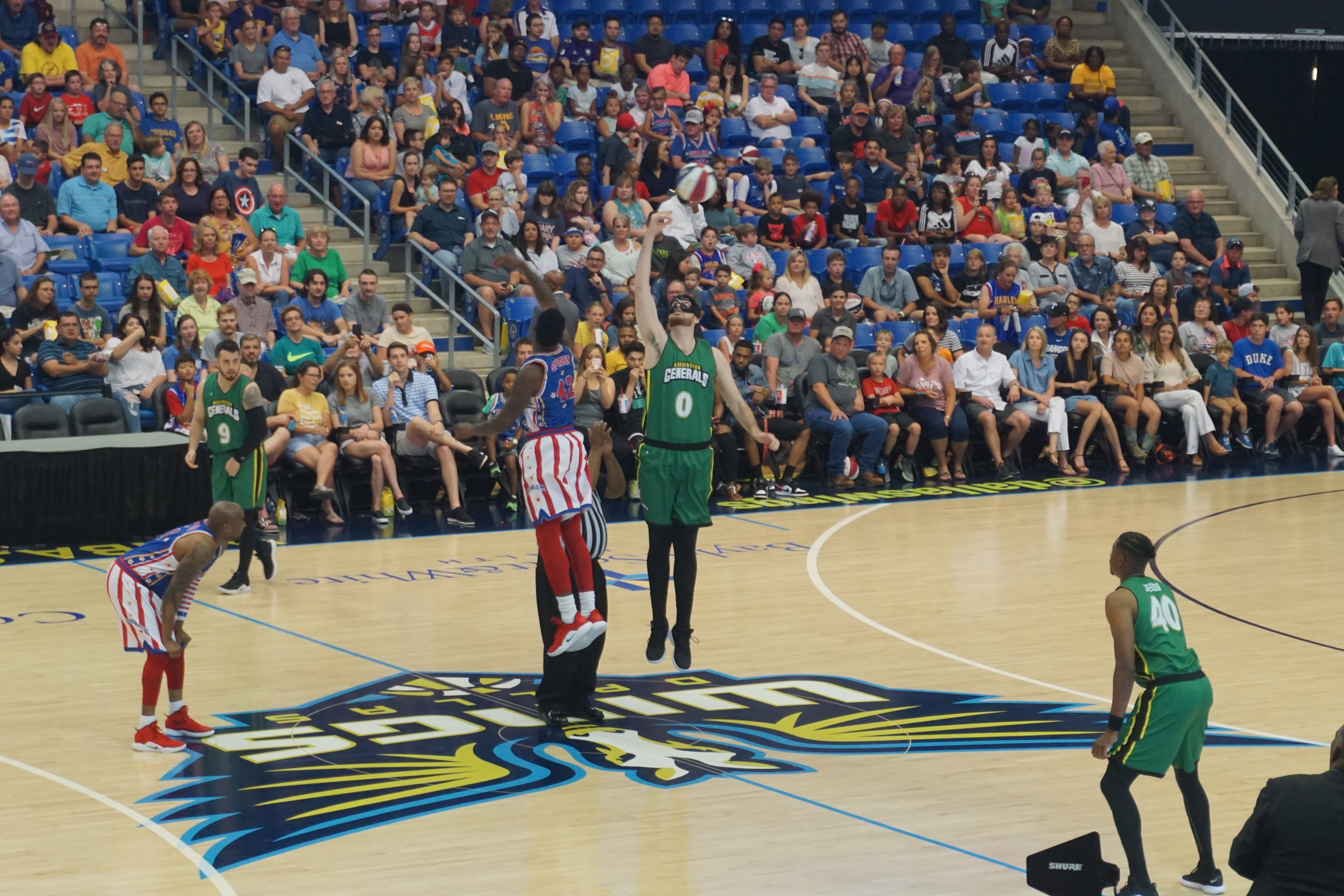
«Дженералс» в матче против «Глобтроттерс» в 2019 году.

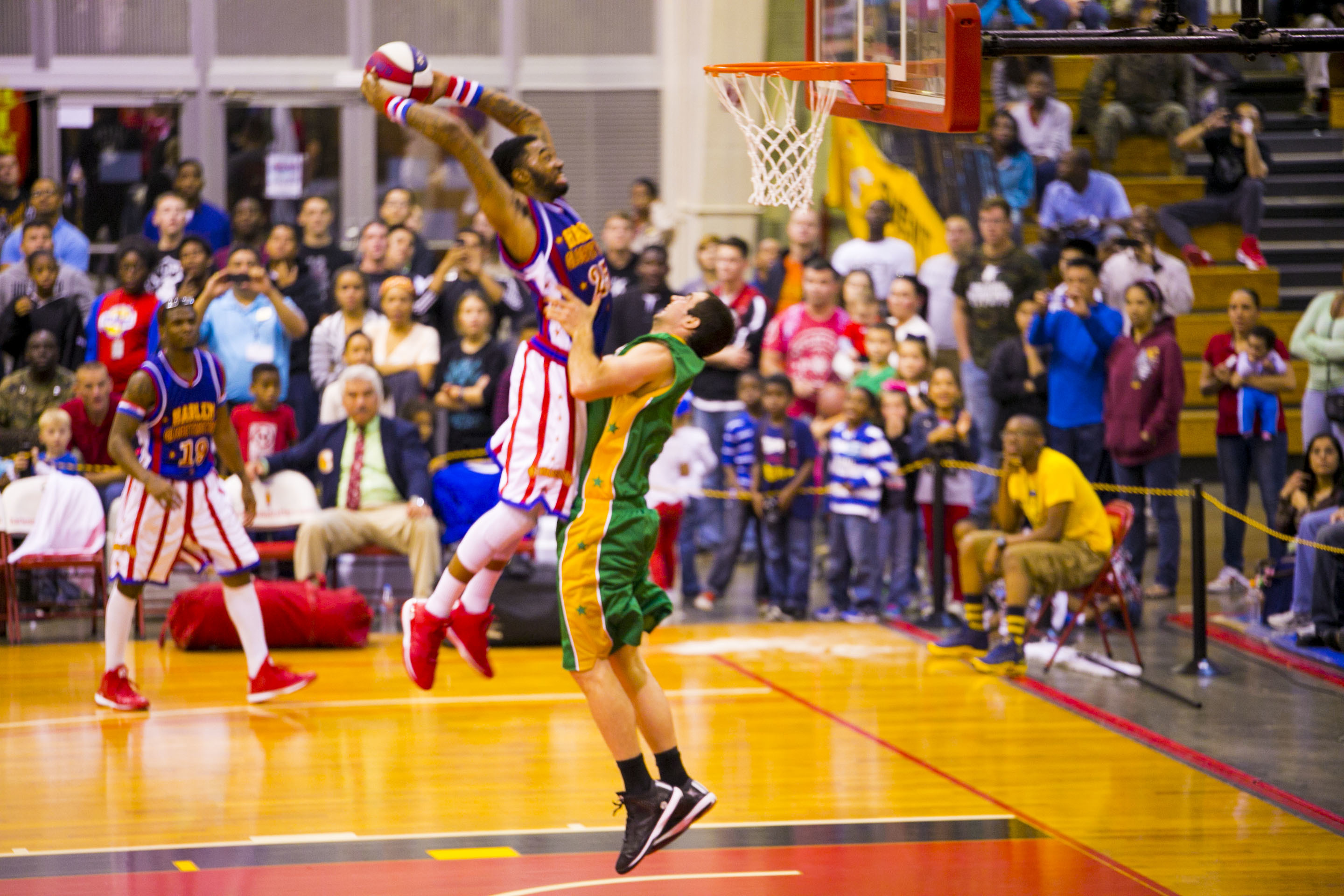
Игрок «Глобтроттерс» забивает слэм-данк через игрока «Дженералс».

«Дженералс» существуют в основном как часть шоу «Гарлем Глобтроттерс», фактически являясь их марионетками. В то время как «Глобтроттерс» исполняют трюки и зрелищно демонстрируют мастерство для толпы, «Дженералс» пытаются играть в «нормальный» баскетбол. Действия «Дженералс» на площадке иногда предполагают игру в настоящий баскетбол, но при этом они не должны вмешиваться в трюки и фокусы «Глобтроттерс». Почти каждая игра заканчивалась громкой победой «Глобтроттерс». Несмотря на свои поражения, состав «Дженералс» состоит из относительно компетентных игроков. Повторяющаяся часть выступления — это «гостевой Генерал», когда на короткое время приглашённое лицо (обычно местная знаменитость) выходит на корт, чтобы сыграть за «Дженералс». Одновременно может существовать несколько составов «Дженералс», каждый из которых следует за разными гастрольными командами «Глобтроттерс».
Хотя «Дженералс» тесно связаны с «Глобтроттерс», на протяжении большей части своей истории они были независимой франшизой, принадлежащей их основателю Луису «Рэду» Клотцу, который также играл за «Дженералс». В 2017 году они были куплены у семьи Клотц владельцами «Глобтроттерс» Herschend Entertainment и официально возрождены после двухлетнего перерыва.

## История
«Дженералс» были созданы в 1952 году Луисом «Рэдом» Клотцем, бывшим игроком «Филадельфия СФХАс», выступавшей в ABL (Американская баскетбольная лига). Владелец «Гарлем Глобтроттерс» Эйб Саперстейн предложил Клотцу создать команду, которая будет сопровождать его команду в их турах, отчасти потому, что «СФХАс» не раз побеждали «Глобтроттерс», выступая в качестве одной из их выставочных команд. Команда была названа «Вашингтон Дженералс», в честь Дуайта Эйзенхауэра.
С тех пор «Дженералс» постоянно присутствовали в турах «Глобтроттерс», но для создания иллюзии разнообразия они играли под разными именами и в разной форме. В сезоне 1971/72 название «Дженералс» чередовалось с «Бостон Шэмрокс», «Нью-Джерси Редс», «Балтимор Рокетс» и «Атлантик-Сити Сигаллс». Команда чередовала эти названия в течение нескольких сезонов, прежде чем вернуться к названию «Дженералс» на постоянной основе. В 1995 году Клотц «распустил» «Дженералс» и сформировал «Нью-Йорк Нэшионалс», что снова было лишь номинальным изменением.

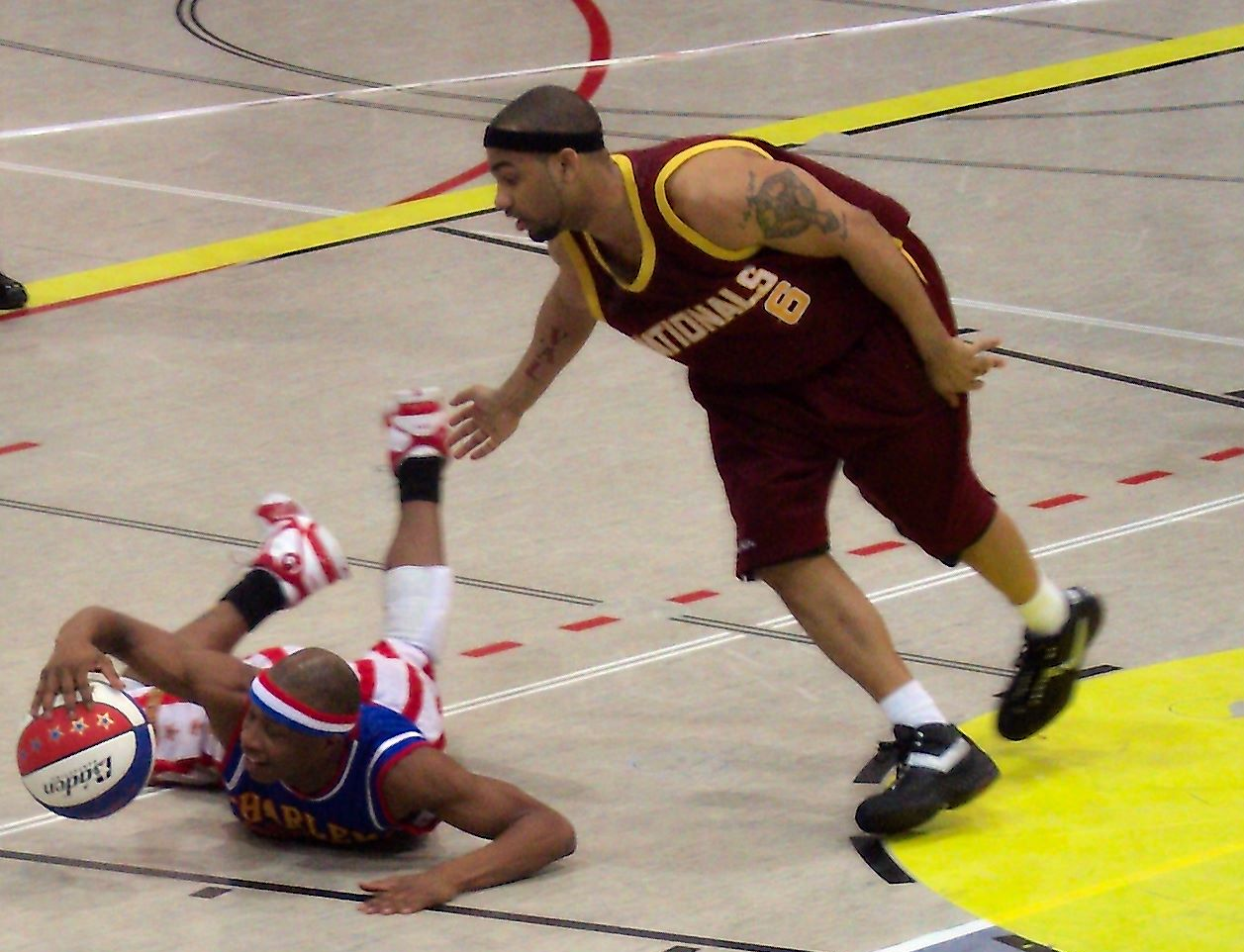
С 1995 по 2007 годы команда играла под названием «Нью-Йорк Нэшионалс» в тёмно-бордовой форме.

Джон Феррари, зять Клотца, занял пост генерального менеджера команды в 1987 году.
После 12-летнего перерыва 9 октября 2007 года команда вернулась к своему оригинальному названию «Дженералс», сыграв против «Глобтроттерс» в 369-й Гарлемской оружейной палате. «Глобтроттерс» выиграли 54:50. Названия «Интернэшнл Элит» (Международная элита) и «Глобал Селект» (Глобальный отбор) использовались до Мирового турне 2011—2012 годов. Во время Мирового турне «Гарлем Глобтроттерс» 2013—2014 годов команда получила название «Уорд Олл-Старз» (Все звёзды мира).
«Дженералс» иногда играли и с другими командами. Среди этих игр, которые были соревновательными, им удалось одержать победы над сборной Тайваня и командой Красной Армии.
В 2015 году руководство «Гарлем Глобтроттерс» решило разорвать договорные отношения с организацией «Дженералс», в результате чего они прекратили свою деятельность. «Дженералс» сыграли свою последнюю игру против «Глобтроттерс» 1 августа 2015 года в Уайлдвуде, штат Нью-Джерси. В целом, «Дженералс» проиграли «Глобтроттерс» более 16 000 раз за свою общую историю, выиграв всего от 3 до 6 раз.
С 2015 года оппозицию «Глобтроттерс» организовало их собственное руководство. В 2017 году Herschend Family Entertainment, владельцы «Гарлем Глобтроттерс», купили «Вашингтон Дженералс» у семьи Клотц и возродили их как активную команду с Кенни Смитом в качестве генерального менеджера и Сэмом Уортеном в качестве тренера. «Дженералс» провели ироничный «драфт», на котором выбрали различных недоступных людей, включая ЛаВара Болла и Конора МакГрегора. После возрождения команды они приняли участие в баскетбольном турнире ESPN в 2017 году. Несмотря на то, что у них была редкая возможность играть в серьёзный, конкурентоспособный баскетбол, их долгая серия поражений продолжилась поражением в первом раунде.

## Победы над «Гарлем Глобтроттерс»
Цифры разнятся относительно того, как часто «Дженералс» побеждали своих соперников. В некоторых сообщениях говорится о шести, в то время как официальный сайт команды сообщает о трёх победах над «Глобтроттерс», по одной в 1954, 1958 и 1971 годах. Победа 1971 года — самая легендарная из них, и иногда её называют единственной победой команды.
Играя как «Нью-Джерси Редс», они выиграли со счётом 100:99 5 января 1971 года в Мартине, штат Теннесси, завершив свою серию поражений из 2495 игр. Клотц приписывает победу в овертайме защитнику по имени Эдди Махар, который был капитаном команды. Капитан «Глобтроттерс» Кёрли Нил в этой игре не участвовал.
Пока «Глобтроттерс» в тот день развлекали публику, они потеряли из виду игру и счёт. Они пропустили 12 очков за две минуты до конца игры. Вынужденные играть в обычный баскетбол, «Глобтроттерс» сплотились, но не смогли вырвать победу. «Редс» закрепили свою победу, когда 50-летний Клотц забил победный мяч за секунды до конца игры. Затем Медоуларк Лемон промазал бросок, который вернул бы «Глобтроттерс» в игру. Хронометрист попытался остановить часы, но не смог. Когда прозвучала финальная сирена, толпа была ошеломлена и разочарована. Клотц описал реакцию фанатов так: «Они смотрели на нас так, будто мы убили Санта-Клауса».
Некоторые дети на трибунах плакали после поражения. «Редс» отпраздновали это, облив себя апельсиновой содовой вместо шампанского. Лемон был в ярости, сказав: «Вы проиграли, а я не проиграл», но всё же посетил раздевалку противоположной команды, чтобы поздравить «Редс».

## Трансферы между «Дженералс» и «Глобтроттерс»
Очень редко игроков «Вашингтон Дженералс» «повышали» до состава «Гарлем Глобтроттерс». Дерик «Диззи» Грант был удостоен такой чести в 2010 году, а Джонте «Ту Толл» Холл — в 2011 году.
Пол Стёрджесс сделал противоположный переход, после нескольких сезонов за другие команды, он перешёл в состав «Дженералс». Стёрджесс ростом 7 футов 7 дюймов (2,31 метра) надел маску и взял псевдоним «Кейджер», играя роль злодея.